# Tea Party (album)
Pour les articles homonymes, voir Tea Party.
Tea Party est une compilation de clips du groupe The Cure sortie uniquement au Japon en décembre 1985 aux formats VHS et Betamax,.

## Liste des clips
Tous les clips sont réalisés par Tim Pope exceptés Play for Today (David Hillier), Primary (Bob Rickerd) et The Hanging Garden (Chris Gabrin).
1. Play For Today
2. Primary
3. The Hanging Garden
4. Let's Go to Bed
5. The Walk
6. The Lovecats
7. The Caterpillar
8. In Between Days
9. Close to Me